# Łukasz Bejger
Łukasz Bejger (ur. 11 stycznia 2002 w Golubiu-Dobrzyniu) – polski piłkarz, występujący na pozycji obrońcy w słoweńskim klubie NK Celje oraz w reprezentacji Polski U-21. Młodzieżowiec miesiąca listopada Ekstraklasy w sezonie 2023/24.

## Statystyki

### Klubowe
Na podstawie:
| Klub             | Sezonów | Liga        | Liga  | Liga   | Puchar krajowy | Puchar krajowy | Kontynentalne | Kontynentalne | Suma  | Suma   |
| Klub             | Sezonów | Liga        | Mecze | Bramki | Mecze          | Bramki         | Mecze         | Bramki        | Mecze | Bramki |
| ---------------- | ------- | ----------- | ----- | ------ | -------------- | -------------- | ------------- | ------------- | ----- | ------ |
| Śląsk II Wrocław | 2       | II liga     | 5     | 0      | 0              | 0              | –             | –             | 0     | 0      |
| Śląsk Wrocław    | 4       | Ekstraklasa | 72    | 3      | 2              | 0              | 1             | 0             | 75    | 3      |
|                  | Łącznie | Łącznie     | 77    | 3      | 2              | 0              | 1             | 0             | 80    | 3      |

### Reprezentacyjne
Na podstawie:
Zawodnik nie rozegrał ani jednego meczu w seniorskiej kadrze, jednak w reprezentacji U-21 wystąpił w 11 meczach w ramach eliminacji Mistrzostw Europy U-21, w których strzelił dwie bramki, oraz w dwóch meczach towarzyskich.